# Run (TV-serie)
Run är en amerikansk thriller- och komediserie från 2020. Serien är regisserad av Natalie Bailey och Kate Dennis.
Seriens svenska premiär på HBO Nordic är planerad till den 12 april 2020.

## Handling
Serien handlar om Ruby Richardson och hennes före detta pojkvän från collegetiden; Billy Johnson. För 17 år sedan bestämde de att om någon av dem SMS:ar ordet RUN och den andra svarar likadant så ska de släppa allt de håller på med och bege sig till Grand Central Station för sedan resa tvärs över USA tillsammans.

## Rollista (i urval)
- Merritt Wever – Ruby Richardson
- Domhnall Gleeson – Billy Johnson
- Phoebe Waller-Bridge – Laurel
- Rich Sommer – Laurence
- Archie Panjabi – Fiona